# Tschernitz (Ortsteil)

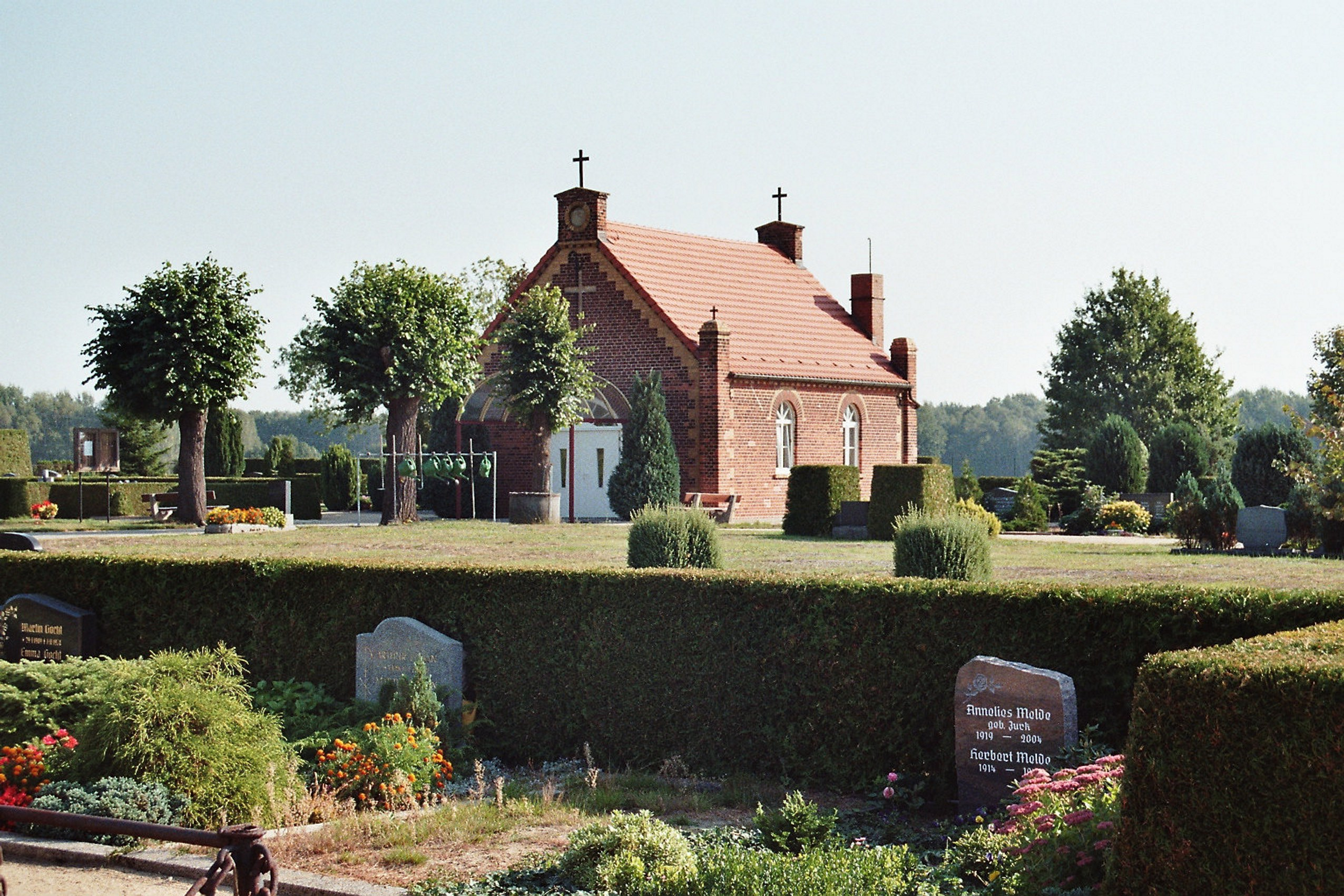
Friedhofskapelle Tschernitz

Tschernitz (niedersorbisch Cersk) ist ein Ortsteil der gleichnamigen Gemeinde Tschernitz im Landkreis Spree-Neiße in Brandenburg.

## Lage
Tschernitz liegt in der Niederlausitz unmittelbar nördlich der Grenze zu Sachsen. Die Stadt Spremberg ist etwa zehn Kilometer und die Grenze zu Polen etwa fünf Kilometer entfernt. Umliegende Ortschaften sind die Stadt Döbern im Norden, der zur Gemeinde Neiße-Malxetal gehörende Ortsteil Jerischke im Nordosten, die Jämlitz-Klein Dübener Ortsteile Zschorno und Jämlitz im Osten und Klein Düben im Süden, das im sächsischen Landkreis Görlitz liegende Groß Düben im Südwesten, Wolfshain und Hinterberge im Westen sowie der zur Gemeinde Felixsee gehörende Ortsteil Friedrichshain im Nordwesten.
Durch Tschernitz verläuft die Bundesstraße 156, die Bundesstraße 115 verläuft nordöstlich des Ortes.

## Geschichte
Tschernitz wurde als wendische Siedlung angelegt und erstmals am 20. Oktober 1283 in einem Schreiben des Meißner Landgrafen Heinrich des Erlauchten als Tzermenitz urkundlich erwähnt. Weitere bekannte Schreibweisen waren im Laufe der Zeit Cerniske, Tschirnik, Zernitz, Zernischke oder Zerniczk, bis 1937 hieß der Ort amtlich Tzschernitz, bis die Schreibweise von den Nationalsozialisten in das heutige Tschernitz geändert wurde. Der aus dem Sorbischen stammende Ortsname ist vom Wort cermnica abgeleitet und bedeutet Siedlung auf rotem Boden.
Im 14. Jahrhundert wurde Tschernitz von den Herren von Hackenborn aus Priebus belehnt. 1429 bekam Herzog Johann von Sagan für seine Dienste im Kampf gegen die Hussiten die Herrschaft Priebus als Lehen, wodurch diese zu Schlesien kam. Tschernitz bildete daraufhin eine schlesische Enklave innerhalb des Königreichs Sachsen. Um das Jahr 1500 wurde Valentin von Berge von den Herzögen Johann und Georg von Sagan mit Tschernitz belehnt. Zwischen 1670 und 1792 waren die Herren von Dyherrn Besitzer des Rittergutes.
Vor dem Dreißigjährigen Krieg lebten in Tschernitz zehn Bauern, vier Gärtner und vier Büdner. Durch den Krieg und die Pest sank die Einwohnerzahl in den nächsten Jahren stark, 1653 waren acht Bauernhöfe zerstört. 1829 wurde eine Glashütte errichtet, 1840 waren zwei Wassermühlen verzeichnet. 1820 wurde Tschernitz, welches über keine eigene Dorfkirche verfügt, nach Dubraucke eingepfarrt. 1939 hatte Tschernitz 1.500 Einwohner, während des Zweiten Weltkrieges sank diese Zahl auf 1.289 Einwohner im Jahr 1946.
Bis in die erste Hälfte des 19. Jahrhunderts hinein war Tschernitz ein Dorf mit überwiegend sorbischsprachigen Einwohnern. Arnošt Muka zählte in den 1880er-Jahren insgesamt 632 Einwohner im Ort, davon waren etwa 35 Einwohner Sorben (6 %). Ernst Tschernik zählte im Jahr 1954 bei 1.486 Einwohnern nur noch vier sorbischsprachige Einwohner und drei Einwohner mit Sorbischkenntnissen, darunter zwei Kinder, was einem Anteil von nur 0,6 % entspricht.
Nach dem Wiener Kongress ging die Niederlausitz 1815 an das Königreich Preußen über. 1816 wurden neue Kreise gebildet, Tschernitz wurde mit Teilen des ehemaligen Landkreises Guben sowie den Standesherrschaften Sorau, Triebel, Forst und Pförten zum Landkreis Sorau zusammengelegt. Nach dem Zweiten Weltkrieg wurde Tschernitz dem Kreis Spremberg zugeordnet, der ab Juli 1952 im Bezirk Cottbus lag. Im Zuge der brandenburgischen Kreisreform vom 6. Dezember 1993 kam Tschernitz zum Landkreis Spree-Neiße. Bereits im Juli 1992 schloss sich die Gemeinde zur Erledigung ihrer Verwaltungsaufgaben dem Amt Döbern-Land an. Am 26. Oktober 2003 erfolgte der Zusammenschluss mit Wolfshain zu der neuen Gemeinde Tschernitz.

## Einwohnerentwicklung
| Einwohnerentwicklung in Tschernitz von 1875 bis 2002 | Einwohnerentwicklung in Tschernitz von 1875 bis 2002 | Einwohnerentwicklung in Tschernitz von 1875 bis 2002 | Einwohnerentwicklung in Tschernitz von 1875 bis 2002 | Einwohnerentwicklung in Tschernitz von 1875 bis 2002 | Einwohnerentwicklung in Tschernitz von 1875 bis 2002 |
| Jahr                                                 | Einwohner                                            | Jahr                                                 | Einwohner                                            | Jahr                                                 | Einwohner                                            |
| ---------------------------------------------------- | ---------------------------------------------------- | ---------------------------------------------------- | ---------------------------------------------------- | ---------------------------------------------------- | ---------------------------------------------------- |
| 1875                                                 | 661                                                  | 1939                                                 | 1.500                                                | 1981                                                 | 1.156                                                |
| 1890                                                 | 709                                                  | 1946                                                 | 1.289                                                | 1985                                                 | 1.374                                                |
| 1910                                                 | 1.391                                                | 1950                                                 | 1.487                                                | 1989                                                 | 1.466                                                |
| 1925                                                 | 1.429                                                | 1964                                                 | 1.268                                                | 1995                                                 | 1.518                                                |
| 1933                                                 | 1.417                                                | 1971                                                 | 1.313                                                | 2002                                                 | 1.305                                                |

## Wappen

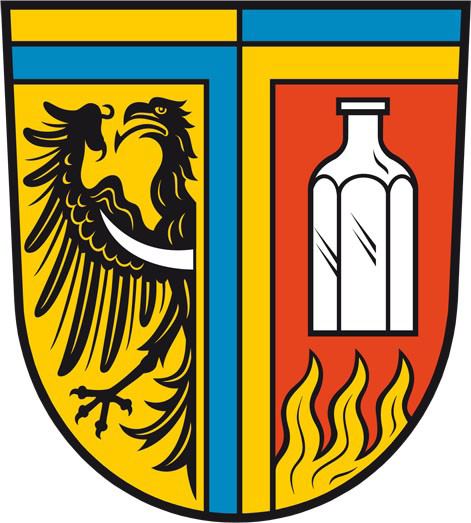
Ortswappen von Tschernitz

Tschernitz versuchte im Jahr 2006, sich ein Ortsteilwappen und eine Dienstflagge genehmigen zu lassen. Das Ministerium des Innern des Landes Brandenburg lehnte eine Genehmigung des Wappens allerdings ab, da die Wappenführung eines einzelnen Ortsteils in der Verordnung über kommunale Hoheitszeichen nicht vorgesehen ist. Somit handelt es sich bei dem Wappen um kein offizielles Hoheitszeichen, der Ortsteil Tschernitz verwendet es lediglich für repräsentative Zwecke.
Blasonierung:
Durch von Gold und Blau gevierten Schildhauptpfahl gespalten; vorne in Gold freischwebend ein halbrechter schwarzer Adler, auf der Brust belegt mit einem liegenden silbernen Halbmond; hinten in Rot eine silberne Glasflasche über drei aus dem Schildfuß wachsenden goldenen Flammen.
Der Schildhauptpfahl erinnert an ein „T“, den Anfangsbuchstaben des Ortsnamens. Der halbe Adler verweist auf die historische Zugehörigkeit der Gemeinde zum Fürstentum Sagan. Das Stammeswappen der Familie Sagan zeigt den schlesischen Adler mit aufgelegtem Halbmond, der damit auch im Ortsteilwappen erscheint. Die Flammen und die Darstellung eines typischen technischen Glases aus älterer Tschernitzer Produktion symbolisiert die erwerbstechnische Tradition der ehemaligen Glashütte im Ort.
Das Wappen wurde vom Heraldiker Frank Diemar gestaltet.

## Wirtschaft
1984 nahm in Tschernitz ein Farbfernsehkolbenwerk die Produktion auf. 1994 wurde die Treuhandanstalt von Samsung übernommen, 2007 zog sich Samsung allerdings zurück. Seit 2008 ist Firma GMB Glasmanufaktur Brandenburg in Tschernitz ansässig.

## Persönlichkeiten
- Fedor von Goldammer (1809–1862), Bürgermeister von Grevenbroich, später von Odenkirchen
- Erich Melcher (1892–1944), Politiker und Gewerkschafter, (KPD, SAPD)
- Winfried Florian (1926–2012), Verwaltungsjurist, Staatssekretär im Bundespostministerium

## Anmerkung
1. ↑  Eine offizielle Blasonierung liegt aktuell (Januar 2018) nicht vor.